# 井沢ひろし
井沢 ひろし（いざわ ひろし、1968年1月8日 - ）は、日本のライター・漫画原作者。本名：井澤 寛（読み同じ）。
雑誌の構成などを担当する際は、「井沢どんすけ」「ハルソラ」という名義を使用している。

## 来歴
学生時代、「どんちゃん」のペンネームで週刊少年ジャンプの読者コーナー『ジャンプ放送局』の常連投稿者として活躍し、9代目チャンピオンとなる。当時『ジャンプ放送局』の構成担当であったフリーライターのさくまあきらによると、「彗星のように現れて9代目チャンプになった」と振り返っている。
優勝後はライターになることを志し、さくまあきらに弟子入りする。『ジャンプ放送局』のアシスタントを経て、編集プロダクション『キャラメル・ママ』に所属し、プロのライターになる。
『ジャンプ放送局』終了後、週刊少年ジャンプにて1997年から開始された読者コーナー『ハガキ戦士ジャンプ団』の構成を担当。2016年まで長年に渡り、週刊少年ジャンプの読者コーナーの構成を担当した。
フリーランスでの活動を経て、2014年9月9日に『株式会社ハルソラ』を設立。所属しているのは井沢のみである。会社設立以降は、雑誌の構成担当時の名義を「ハルソラ」とする。

## 人物
2011年1月8日、以前より交際していた女性と入籍。同年6月3日、軽井沢の教会で挙式、7月30日、代官山のイタリアン・レストランで披露宴を執り行った。
かつてはさくまとは公私ともに親交があり、『桃太郎伝説』『桃太郎電鉄』シリーズの製作にも関わっていた。また、さくまが新作ゲームを制作した際は、テストプレーヤーとして必ず井沢を指名していた。さくまによると、「私さくまあきらが決定したチューニングを、覆すことができる唯一の男」「どんちゃん（井沢の愛称）は、ゲームが面白かったら何時間でもぶっ通しでテストプレイを続けるが、つまらないと判断したらコントローラを置いてさっさと帰ってしまう、恐怖の大魔王。」と評していた。

## 主な作品

### マンガ原作
- C'mon デジモン（作画・やぶのてんや）　赤マルジャンプ1997SUMMER
- それ行けダンジョン!チョコボ&モーグリ（作画・やぶのてんや）　週刊少年ジャンプ
- デジモンアドベンチャー Vテイマー01（作画・やぶのてんや、監修・本郷あきよし）　Vジャンプ
- 時空冒険ヌウマモンジャー（作画・菊池晃弘）　Vジャンプ
- ファイアーエムブレム 覇者の剣（作画・山田孝太郎）　月刊少年ジャンプ
- ETOILE -三銃士星羅-（作画・山田孝太郎）　月刊少年ジャンプ
- 桃太郎電鉄 お国じまんメッケたび（作画・小池マサヒト）　コロコロイチバン！
- 変身忍者嵐 SHADOW STORM（作画・大賀浅木）　ホーム社・WEBコミックサイト「comip!」
- ひみつのアッコちゃんμ（作画・上北ふたご） ホーム社・WEBコミックサイト「comip!」

### アニメ脚本
- CoCO&NiCO（2016年）
- タマ&フレンズ うちのタマ知りませんか?（2016年- ）
- うさぎのマシュー
- タマ＆フレンズ　タマとふしぎな石像（映画）
- デジモンゴーストゲーム（企画協力）

### 構成・原稿担当
井沢どんすけ名義
- きくちゃんどんちゃんごきげんファミコン（マル勝ファミコン、菊池晃弘と共同担当）
- ハガキ戦士 ジャンプ団（週刊少年ジャンプ）
- じゃんぷる（同）
- ジャンプ魂（同）
- ジャン魂G!（同）

ハルソラ名義
- バトよん!!!!（週刊少年ジャンプ）

### ゲーム制作
- 天外魔境 ZIRIA（シナリオ）ハドソン　1989年
- 天外魔境II 卍MARU（シナリオ）ハドソン　1992年
- 桃太郎伝説シリーズ　ハドソン
- 桃太郎電鉄シリーズ（企画・シナリオ）ハドソン
- フルーツトラベラーズ（シナリオ）株式会社ACT[7]
- ビリオンロード（世界観およびキャラクター設定）バンダイナムコゲームス[8]